# Alf J. Balcke

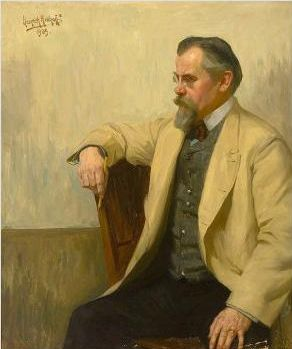
Porträt des Architekten Balcke von Heinrich Hellhoff, 1909

Alf J. Balcke, auch Alfred J. Balcke oder Alfred Balcke, (* 1. Mai 1857 in Berlin als Hermann Julius Alfred Balcke; † 20. Juli 1909 ebenda) war ein deutscher Architekt, Kunsthandwerker und Maler, der 1905 die Trauerdekoration für Adolph von Menzel ausführte.

## Leben
Balcke war der Sohn des Kaufmanns Ludwig Friedrich Balcke.
Nach seiner Schulzeit wurde Balcke in dem renommierten Berliner Architekturbüro Ende und Böckmann (Hermann Ende und Wilhelm Böckmann) sowie auf der Berliner Bauakademie ausgebildet.
Einem Aufenthalt in den Vereinigten Staaten folgte eine zeitweise Mitarbeit im Berliner Architekturbüro Schulz & Schlichting.
Auf der Großen Berliner Kunstausstellung 1909 war Balcke einer von sechs Vertretern des Vereins Berliner Künstler.

## Malerei
- undatiert: Handzeichnung eines Fachwerkhauses[4]
- 1905: Präsentationszeichnung Geschäftshaus für die Russische Gesellschaft vom Jahre 1835, Moskau[5]

## Bauten und Entwürfe
- 1902: Landhaus für Cornelie Andrevits in Ungarn[6]
- 1903: Wettbewerbsentwurf eines Repräsentationssaals für das Landesausstellungsgebäude in Berlin-Moabit (prämiert mit dem 1. Preis und zur Ausführung vorgesehen)[7]
- 1903: Entwurf eines Ausstellungsraums für die Große Berliner Kunstausstellung 1903 in Berlin[8]
- 1904: Wettbewerbsentwurf für ein Mehrfamilienwohnhaus in (Berlin-)Charlottenburg (gemeinsam mit Carl Sickel, prämiert mit dem 2. Preis)[9]
- 1904: Wanddekoration für die Große Berliner Kunstausstellung 1904 in Berlin[10]
- 1905: Wohnhaus für den Eigentümer Max Fränkel, Schöneberg, Maaßenstraße 36, mit Bildhauerarbeiten von Robert Schirmer[11]
- 1907: fünfgeschossiges Hotel mit Gaststätte in (Berlin-)Charlottenburg, Kurfürstendamm 27[12]
- 1908: Eingangshalle für die Große Berliner Kunstausstellung 1908 in Berlin[13]
- 1909: Eingangshalle für die Große Berliner Kunstausstellung 1909 in Berlin[14]
- 1909: Studie eines Saals für die Große Berliner Kunstausstellung 1909 in Berlin[15]
- 1909: Herrenhaus für Steinert in Łódź[16]